# La piccola boss
La piccola boss (Little) è un film del 2019 diretto da Tina Gordon Chism.
La pellicola ruota intorno a una donna (Regina Hall) che riceve la possibilità di rivivere la vita del suo io più giovane (Marsai Martin), in un punto della sua vita in cui le pressioni dell'età adulta diventano troppo per lei da sopportare.
Il film verrà distribuito negli Stati Uniti d'America dal 12 aprile 2019 e in Italia dal 4 luglio.

## Trama
Jordan Sanders è una donna d’affari di successo che dirige la propria azienda tecnologica con modi autoritari e prepotenti, trattando senza rispetto i suoi dipendenti. Una mattina, dopo aver maltrattato una bambina che giocava con una bacchetta magica giocattolo, la piccola, esasperata, esprime il desiderio che Jordan torni ad essere una bambina. Il mattino seguente, Jordan si risveglia nel corpo della sua versione tredicenne. Con il supporto della sua assistente April Williams, che si finge sua zia, Jordan è costretta a tornare a scuola, il luogo dove da giovane aveva subito umiliazioni e bullismo. Mentre April si trova in difficoltà a gestire l’azienda senza l’autorità di Jordan, la piccola Jordan cerca di sopravvivere tra nuovi bulli e vecchi fantasmi del passato. A scuola conosce il professore Mr. Marshall, per il quale sviluppa una cotta adolescenziale, e stringe amicizia con tre emarginati: Isaac, Raina e Devon.
Nel frattempo, la situazione in azienda precipita: un cliente molto importante minaccia di rivolgersi alla concorrenza se non gli verrà presentata un’idea innovativa. Non riuscendo a contattare Jordan, April propone un'app chiamata "Discover Eyes", un progetto che Jordan in passato aveva bocciato. La presentazione è un successo, ma quando Jordan lo scopre, si sente tradita e discute furiosamente con April, che decide di licenziarsi. Durante una cena, Jordan e April si confidano e si avvicinano. Dopo essersi resa conto di quanto sia comportata male con April e con tutti coloro che le vogliono bene, decide di cambiare atteggiamento, aiutando i suoi nuovi amici a partecipare al pep rally scolastico, dimostrando a sé stessa che è capace di collaborare e di sostenere gli altri. Nonostante un inizio difficile, i ragazzi conquistano l’approvazione dei loro compagni di scuola. Intanto, April cerca la bambina che aveva lanciato il desiderio, ma apparentemente il tentativo di annullarlo non ha effetto. Tuttavia, Jordan, ormai cambiata dentro, promette di essere una persona migliore. La mattina seguente porterà una bella sorpresa.

## Produzione

### Sviluppo
Nel 2014, Marsai Martin, che recita nella serie Black-ish, andò da Kenya Barris con l'idea di un film, ispirandosi al film Big. Martin sarà anche la produttrice esecutiva, insieme a Regina Hall e Josh Martin, diventando, all'età di 14 anni, la persona più giovane a detenere il titolo in una grande produzione hollywoodiana.

### Casting
Issa Rae firmò il film il 2 maggio 2018, mentre Regina Hall, che era già stata assegnata come produttrice esecutiva, si unì al cast a fine mese.

### Riprese
Le riprese del film sono iniziate ad Atlanta nell'agosto del 2018.

## Promozione
Il trailer ufficiale del film è stato pubblicato il 9 gennaio 2019.

## Distribuzione
Inizialmente prevista per il 20 settembre 2019, la pellicola è stata distribuita nelle sale cinematografiche statunitensi dal 12 aprile, mentre in quelle italiane dal 4 luglio.